# Политические партии Российской империи

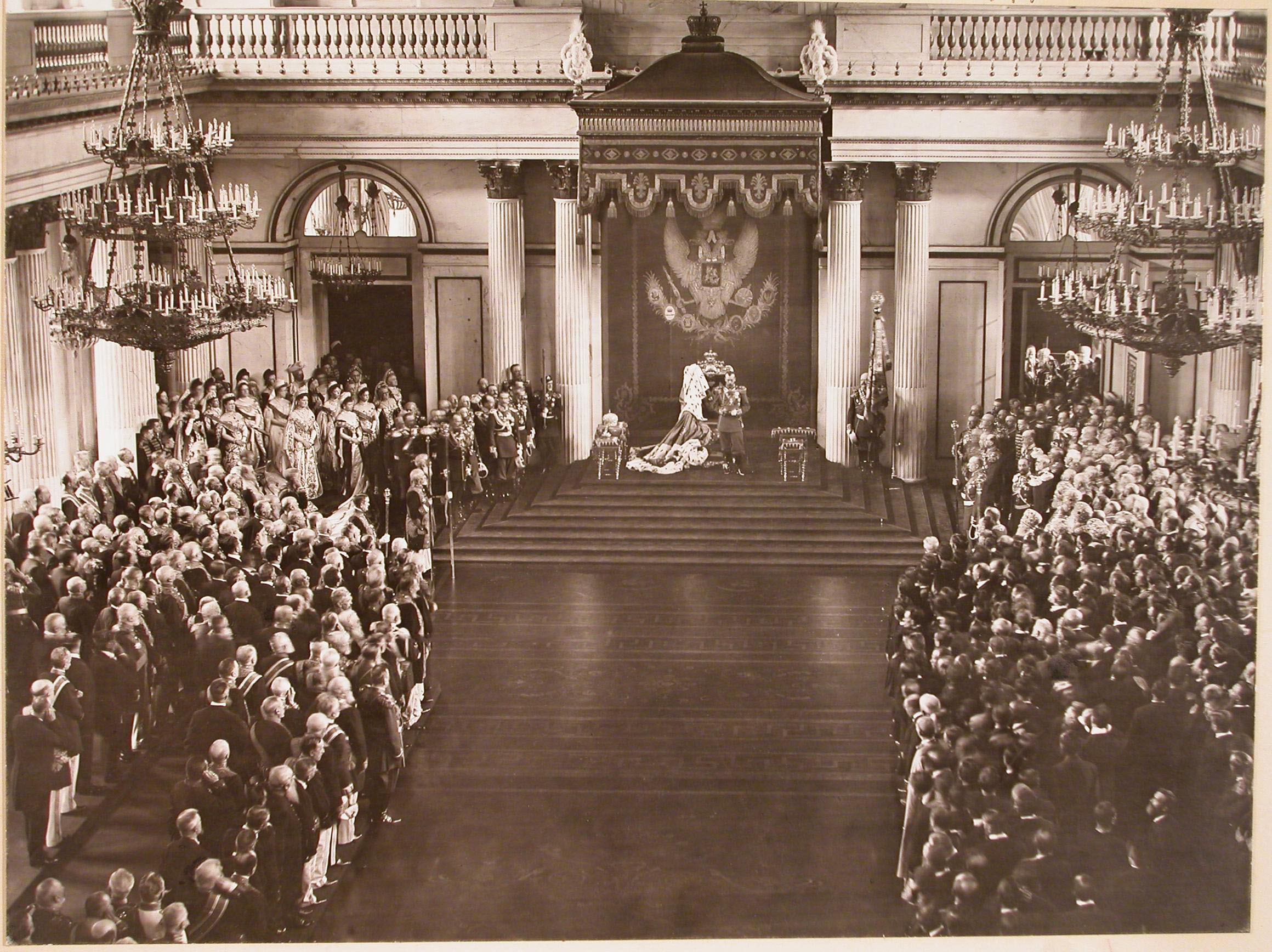
Торжественное открытие Государственной Думы и Государственного Совета 27 апреля 1906

Полити́ческие па́ртии Росси́йской импе́рии — совокупность политических партий, существовавших в российском государстве с конца XIX века до середины 1920-х годов (с учётом КПСС — до 1991 года).
В истории оформления различных политических партий Российской империи прослеживается точная системность. Сначала сформировались наиболее левые, антимонархические партии. Затем, во время Революции 1905 года, после подписания Манифеста 17 октября, появляется множество центристских партий, объединивших, в основном, интеллигенцию. Наконец, как реакция на Манифест возникают правые партии, консервативные и монархические. Исчезали эти партии с исторической арены в обратном порядке: Февральская революция смела монархистов и консерваторов, затем Октябрьская революция упразднила центристов, большинство левых партий самораспустились или соединились с большевиками в первые годы советского режима, когда проходили показательные судебные процессы над виднейшими их представителями. Сама же правящая Российская социал-демократическая рабочая партия (большевиков) (РСДРП(б)), переименованная в Российскую коммунистическую партию (большевиков) (РКП(б)), затем в Всесоюзную коммунистическую партию (большевиков) (ВКП(б)), и наконец в Коммунистическую партию Советского Союза (КПСС), была запрещена в 1991 году во время кризиса и крушения социалистической системы в СССР.

## Партии
Правые:
- Русское собрание (1900—1917).
- Союз русского народа (1905—1917). Лидер — А. И. Дубровин (до 1912); Н. Е. Марков (после 1912).
- Союз русских людей (1905—1911, формально до 1917).
- Русская монархическая партия (1905—1917, с 1907 — Русский монархический союз). Основатель — В. А. Грингмут.
- Объединённое дворянство (1906—1917). Лидеры — А. А. Бобринский, А. А. Нарышкин, А. П. Струков, А. Д. Самарин.
- Русский народный союз имени Михаила Архангела (1907—1917). Лидер — В. М. Пуришкевич.
- Всероссийский национальный союз (1908—1912). Лидеры — П. Н. Балашов, В. В. Шульгин (с 1910).
- Партия умеренно-правых (1909—1910). Лидер — П. Н. Балашов
- Всероссийский Дубровинский Союз Русского народа (1912—1917). Лидер — А. И. Дубровин.
- Отечественный патриотический союз (1915—1917). Лидеры — В. Г. Орлов, В. М. Скворцов.

Центристские:
- Конституционно-демократическая партия (1905—1917). Лидер — П. Н. Милюков.
- Торгово-промышленный союз Российской империи (1905).
- Прогрессивно-экономическая партия Российской империи (1905).
- Торгово-промышленная партия Российской империи (1905—1906). Лидер — Г. А. Крестовников.
- Партия свободомыслящих (1905—1906).
- Радикальная партия (1905—1906). Лидер — М. С. Маргулиес.
- Партия правового порядка (1905—1907). Лидер — Н. Б. Щербатов.
- Партия мирного обновления (1906—1907).
- Конституционно-монархический союз (1906).
- Партия демократических реформ (1906—1907).
- Прогрессивная партия (1912—1917). Лидеры — А. И. Коновалов, И. Н. Ефремов.
- Союз 17 октября (1905—1917). Лидер — А. И. Гучков (с 1906)

Левые:
- Российская социал-демократическая рабочая партия (с 1898). 
  - Большевики. Лидеры — В. И. Ленин, Г. Е. Зиновьев.
  - Меньшевики. Лидеры — П. Б. Аксельрод, Ф. И. Дан, Ю. О. Мартов.
  - Группа «Вперёд» (1909—1913). Основатель —  А. А. Богданов.
  - Межрайонная организация объединённых социал-демократов (1913—1917). Лидер — Л. Д. Троцкий.
- Партия социалистов-революционеров (1902—1923). Лидеры — Г. А. Гершуни, В. М. Чернов.
- Трудовая народно-социалистическая партия (1905—1918, народные социалисты, энесы). Лидеры — А. В. Пешехонов, В. А. Мякотин.
- Союз социалистов-революционеров-максималистов (1906—1911, эсеры-максималисты). Лидеры — М. И. Соколов, В. В. Мазурин, Г. А. Нестроев.
- Трудовая группа (1906—1917).

### Национальные партии
Украинские:
- Украинская социалистическая партия (1900—1904). Лидер — Б. Ярошевский.
- Революционная украинская партия (1900—1905). Лидеры — Д. В. Антонович и Н. В. Порш.
- Украинская народная партия (1902—1907). Лидер — Н. И. Михновский.
- Украинская партия социалистов-революционеров (1903—1918).
- Украинская демократическая партия (1904). Лидеры —  Б. Д. Гринченко, С. А. Ефремов.
- Украинская радикальная партия (1904—1905). Лидер — Б. Д. Гринченко.
- Украинский социал-демократический союз («Спилка» 1904—1913). Лидер — Ю. М. Меленевский. Входила в РСДРП (меньшевистская).
- Украинская демократическо-радикальная партия (1905—1908).
- Украинская социал-демократическая рабочая партия (1905—1918). Лидеры — В. К. Винниченко, Н. В. Порш, Антонович и Петлюра.

Белорусские:
- Белорусская социалистическая громада (1902—1918)

Польские:
- «Пролетариат»
  - Интернациональная социально-революционная партия «Пролетариат» (Первый или Великий Пролетариат, 1882—1886). Лидер — Людвиг Варынский.
  - Социально-революционная партия «Пролетариат» (Второй или Малый Пролетариат, 1888—1893). Лидеры — М. Каспшак и Л. С. Кульчицкий.
  - ППС—Пролетариат (Третий Пролетариат, 1900—1909). Лидер — Л. С. Кульчицкий.
- Польская социалистическая партия (с 1892).
- Социал-демократия Королевства Польского и Литвы (с 1893).
- Национально-демократическая партия Польши (с 1897).
- Польский прогрессивно-демократический союз (с 1904).
- Партия реальной политики (с 1905).
- Польская социалистическая партия — левица (с 1906).
- Польская социалистическая партия — революционная фракция (1906—1909).

Литовские:
- Социал-демократическая партия Литвы (с 1896).
- Литовская демократическая партия (1902—1920).
- Литовский крестьянский союз (1905—1922).
- Партия национального прогресса (1916—1924).

Еврейские:
- Всеобщий еврейский рабочий союз в Литве, Польше и России «Бунд» (начало 1890-х—1921).
- Еврейская социал-демократическая рабочая партия «Поалей Цион» (1900—1928).
- Сионистско-социалистическая рабочая партия (1904—1917).
- Социалистическая еврейская рабочая партия (СЕРП, 1906—1917).
- Фолкспартей (Народная партия, 1906—1917).
- Еврейская территориалистическая рабочая партия.
- Объединённая еврейская социалистическая рабочая партия (1917—1920).

Армянские:
- Социал-демократическая партия «Гнчак» (с 1887).
- Армянская революционная федерация «Дашнакцутюн» (с 1890).

Азербайджанские:
- Мусульманская социал-демократическая партия «Гуммет» («Энергия») (1904—1920).
- «Иттихад» («Единение», «Союз») (1917—1920).
- Мусульманская демократическая партия «Мусават» («Равенство») (1911—1920).
- «Ичтимаи-е-Амиюн» («Социальная демократия», 1906—1916).
- «Адалят» («Справедливость», 1916—1920).
- «Гейрат» («Честь», 1905—1906).
- Организация «Дифаи» («Защита», 1905—1920).

Среднеазиатские:
- «Алаш» (1917—1920).
- Уш-жуз (1917—1919)
- Шура-и-Ислам (1917—1918)

Финляндские:
- Фенноманы (XIX век).
- Свекоманы (Шведоманы, 1860-е—1906).
- Либеральный клуб (1877—1880).
- Финская партия (1879—1918).
- Либеральная партия (1880—1918).
- Шведская партия (1882—1906).
- Союз женщин Финляндии (1892—1938).
- Младофинская партия (1894—1918).
- Социал-демократическая партия Финляндии (с 1899). Лидер — В. Таннер.
- Конституционная партия (1902—1918).
- Финляндская партия активного сопротивления (Партия активистов, 1904—1908).
- Финская коалиционная партия (1905—1907).
- Финская прогрессивная партия (1905—1908).
- Союз сельских рабочих (1905—1915)
- Финская народная партия (1905—1918).
- Шведская народная партия (с 1906).
- Аграрный союз (с 1906).
- Рабочий христианский союз Финляндии (1906—1923).
- Народно-социалистическая партия Финляндии (1913—1915).